# ブライス・レイナー
ブライス・レイナー（Bryce Rainer, 2005年7月3日 - ）は、アメリカ合衆国の野球選手（内野手）。右投左打。

## 経歴
2024年のMLBドラフト1巡目（全体11位）でデトロイト・タイガースから指名された。